# Ernesto Diez Canseco Yáñez
Ernesto Diez Canseco Yáñez fue un ingeniero de minas, catedrático y  político peruano. Junto con Gerardo Alania Morales Fue uno de los dos primeros diputados elegidos por el departamento de Pasco tras su creación.
Nació en 1907. Fue hijo de Ernesto Diez-Canseco Masías y Magdalena Yáñez León. En 1932 se graduó como ingeniero de minas en la Escuela Nacional de Ingeniería a donde entraría a enseñar en 1943 los cursos de Metalurgia general, Materiales industriales, Combustibles e Higiene Industrial. Haría un postgrado en Harvard obteniendo el grado de Master of Science en 1942 en la especialidad de Higiene Industrial. Desempeñó cargos en la Compañía Minera Nacional S.A., en la Compañía Minera Atacha y en el Ministerio de Fomento. En 1958 fue nombrado director del Banco Minero del Perú.
Fue elegido diputado por la provincia de Daniel Alcides Carrión del departamento de Pasco en las elecciones generales de 1945.